# ジャック郡 (テキサス州)
ジャック郡（ジャックぐん、英: Jack County）は、アメリカ合衆国テキサス州の北部に位置する郡である。2010年国勢調査での人口は9,044人であり、2000年の8,763人から3.2%増加した。郡庁所在地はジャックスボロ市（人口4,511人）であり、同郡で人口最大の都市でもある。ジャック郡は1856年に設立され、郡名は、テキサス革命の軍人だったパトリック・チャーチル・ジャックとウィリアム・ヒューストン・ジャックの兄弟に因んで名付けられた。

## 地理
アメリカ合衆国国勢調査局に拠れば、郡域全面積は920平方マイル (2,382.8 km2)であり、このうち陸地917平方マイル (2,375.0 km2)、水域は3平方マイル (7.8 km2)で水域率は0.38%である。

### 主要高規格道路
- アメリカ国道281号線
- アメリカ国道380号線
- テキサス州道59号線
- テキサス州道114号線
- テキサス州道148号線
- テキサス州道199号線

### 隣接する郡
- クレイ郡 - 北
- モンタギュー郡 - 北東
- ワイズ郡 - 東
- パーカー郡 - 南東
- パロピント - 南
- ヤング郡 - 西
- アーチャー郡 - 北西

## 人口動態

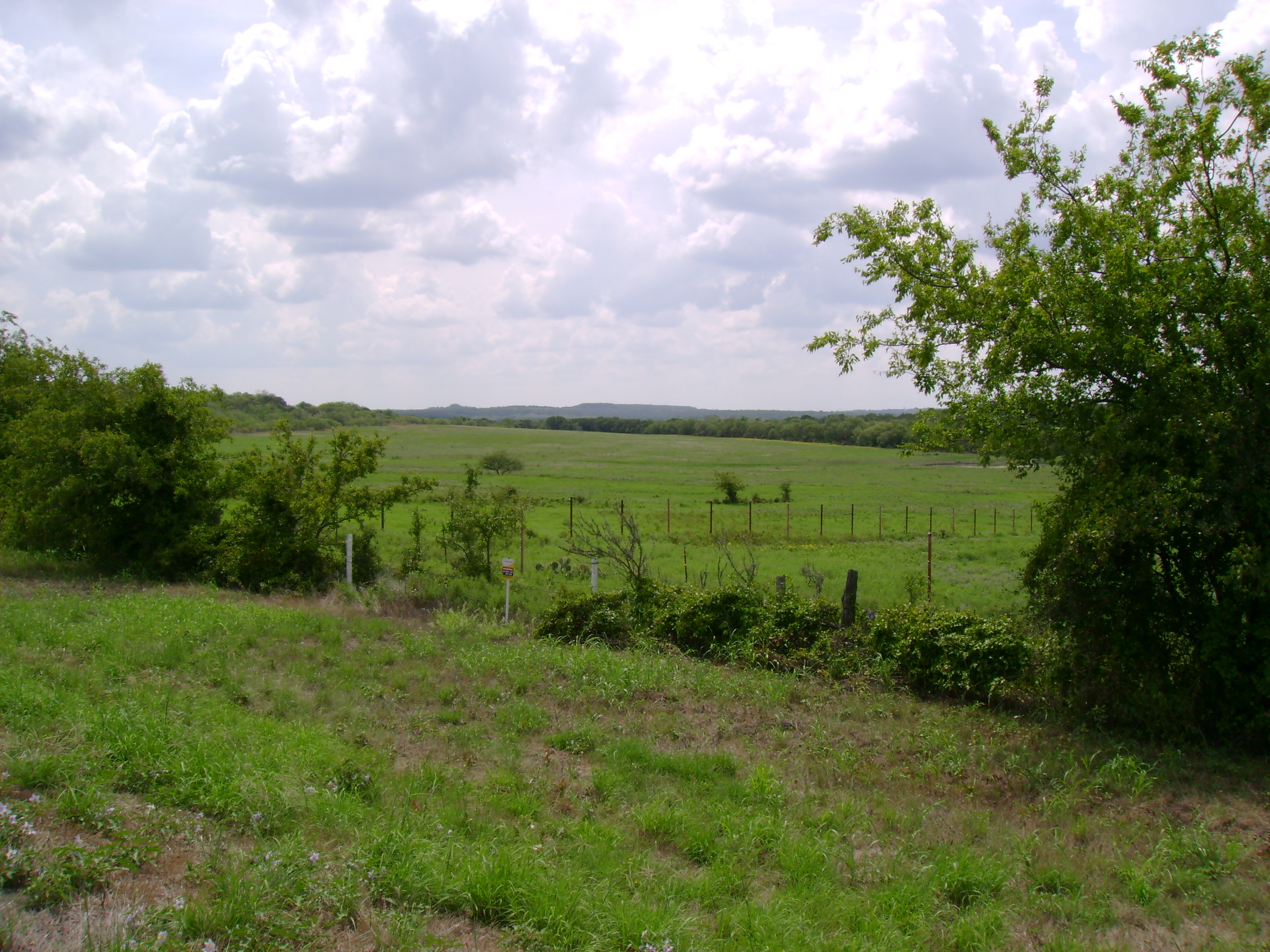
ジャック郡東部に典型的な牧草地と樹木のある丘の光景

以下は2000年の国勢調査による人口統計データである。
| 基礎データ - 人口: 8,763人 - 世帯数: 3,047 世帯 - 家族数: 2,227 家族 - 人口密度: 4人/km2（10人/mi2） - 住居数: 3,668軒 - 住居密度: 2軒/km2（4軒/mi2） 人種別人口構成 - 白人: 88.68% - アフリカン・アメリカン: 5.55% - ネイティブ・アメリカン: 0.67% - アジア人: 0.27% - 太平洋諸島系: 0.02% - その他の人種: 3.83% - 混血: 0.97% - ヒスパニック・ラテン系: 7.89% 年齢別人口構成 - 18歳未満: 23.4% - 18-24歳: 10.0% - 25-44歳: 29.8% - 45-64歳: 21.6% - 65歳以上: 15.2% - 年齢の中央値: 37歳 - 性比（女性100人あたり男性の人口） - 総人口: 120.4 - 18歳以上: 126.2 | 世帯と家族（対世帯数） - 18歳未満の子供がいる: 32.7% - 結婚・同居している夫婦: 60.3% - 未婚・離婚・死別女性が世帯主: 9.2% - 非家族世帯: 26.9% - 単身世帯: 24.5% - 65歳以上の老人1人暮らし: 12.8% - 平均構成人数 - 世帯: 2.52人 - 家族: 2.99人 収入と家計 - 収入の中央値 - 世帯: 32,500米ドル - 家族: 37,3238米ドル - 性別 - 男性: 28,838米ドル - 女性: 230,216米ドル - 人口1人あたり収入: 15,210米ドル - 貧困線以下 - 対人口: 12.9% - 対家族数: 10.1% - 18歳未満: 13.9% - 65歳以上: 13.7% |

## 都市と町
- ブライソン
- ジャックスボロ - 郡庁所在地
- ジャーミン、未編入の町
- ジョプリン、未編入の町
- パーリン、未編入の町
- ギブタウン